# Branduhre Mølle
Branduhre Mølle (også blot betegnet Uhre Mølle) er en hollandsk vindmølle i Uhre ved Brande. Møllen, der var færdigbygget i 1843 har en stråtækt ottekantet krop  og har manuelt betjent krøjeværk.. Vingerne er med hækværk og sejl. Møllen blev fredet i 1981 og har siden 1995 gennemgået restaurering, hvorefter den er funktionsdygtig. Den fungerede som kornmølle fra 1843 til 1950. Møllen har fire lofter ( etager), og inventaret til forarbejdning af korn er intakt, blandt andet melsigte, havrevalse og diverse kværne.
I august 2022 havde møllen et havari hvor to vinger brækkede af møllen.